# Avalon (film 2001)
Avalon (jap. アヴァロン Avaron) – japoński film science-fiction z 2001 roku, wyreżyserowany przez Mamoru Oshiiego, zrealizowany w Polsce. Film zrealizowany został w konwencji cyberpunkowej dystopii.
Film kręcono latem 1999 roku. Zdjęcia powstawały m.in. we Wrocławiu, Warszawie (ulica Marszałkowska, Uniwersytet Warszawski, Filharmonia Narodowa), twierdzy Modlin i Nowej Hucie. Polska premiera odbyła się 12 kwietnia 2002 roku, natomiast 9 kwietnia miał miejsce przedpremierowy pokaz w warszawskim kinie Luna. Na polskiej premierze obecny był także reżyser filmu.

## Opis filmu
Akcja filmu rozgrywa się w niedalekiej przyszłości. Młodzi ludzie, chcąc odreagować życiowe niepowodzenia, coraz więcej czasu spędzają w wirtualnej rzeczywistości wojennej gry Avalon. Gra staje się ich nałogiem. Zdarza się, że dochodzi przez nią do śmierci klinicznej graczy. Główna bohaterka, Ash, dowiaduje się o tajemnym poziomie zwanym Special-A i postanawia się nań dostać.
Świat rzeczywisty jest w filmie przedstawiony w kolorach sepii, dla kontrastu świat wirtualny jest barwny i emocjonujący. Ponieważ dla Japończyków język polski jest całkowicie niezrozumiały i egzotyczny, użycie go w filmie wzmaga uczucie alienacji bohaterów i świata, w którym przyszło im żyć.

## Obsada
- Małgorzata Foremniak – Ash
- Jerzy Swoboda – dyrygent
- Władysław Kowalski – Mistrz gry
- Jerzy Gudejko – Murphy
- Dariusz Biskupski – Bishop
- Zuzanna Kasz – Ghost
- Bartłomiej Świderski – Stunner
- Alicja Sapryk – Gill
- Krzysztof Szczerbiński – Gracz
- Michał Breitenwald – „Murphy” z zespołu „Dziewięć Sióstr”
- Elżbieta Towarnicka – Solistka w filharmonii (sopran)
- Zdzisław Szymborski – mężczyzna w filharmonii
- Katarzyna Bargiełowska – recepcjonistka

### Japoński dubbing
- Naomi Zaizen – Ash
- Takeshi Kusaka – Mistrz gry
- Hiroyuki Kinoshita – Murphy
- Akio Ōtsuka – Bishop
- Kōichi Yamadera – Stunner
- Atsuko Tanaka – Gill
- Tōru Ōkawa – Murphy II
- Bunjaku Han – Recepcjonistka

## Odbiór
Avalon pokazano na Festiwalu Filmowym w Cannes oraz kilku innych europejskich festiwalach, gdzie zdobył nagrodę za m.in. najlepsze zdjęcia i najlepszy film. Film został pozytywnie odebrany przez zagranicznych krytyków jak i widzów. W serwisie Rotten Tomatoes uzyskał 83% pozytywnych ocen od krytyków i 73% od widzów. Po premierze, James Cameron nazwał Avalon najlepszym filmem science fiction, jaki widział. Amerykański krytyk J. Hoberman w książce Film After Film (Or, What Became of 21st Century Cinema?) (wyd. Versus New York, 2012) uznał film Avalon za jeden z 21 najważniejszych filmów pierwszej dekady XXI wieku. W Polsce, Avalon uzyskał przychylne opinie wśród ówczesnej prasy, jednak mieszane pośród widzów. Krytykowano głównie słabą grę aktorską oraz złe tłumaczenie terminów i skrócenie skryptu o część istotnych kwestii. Również próba stworzenia przez Mamoru Oshii atmosfery obcości, używając do tego polskiej scenografii, została niezauważona przez rodzimego widza.